# Dorman Long

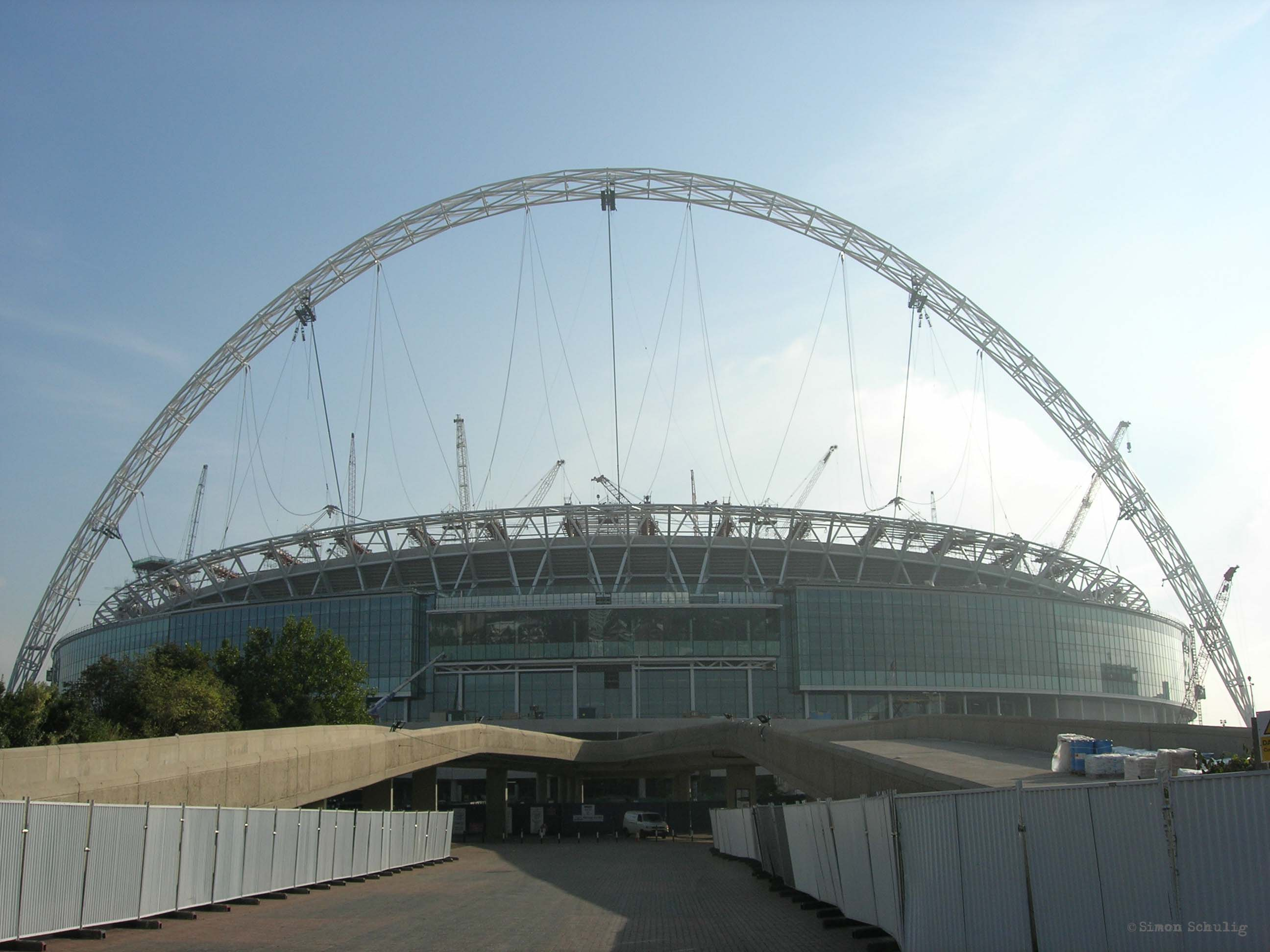
Stadion Wembley podczas budowy

Dorman Long – producent stalowych komponentów i struktur z siedzibą w Middlesbrough w Anglii. Przedsiębiorstwo było zaangażowane w produkcję i budowę wielu ważnych mostów od roku 1875, między innymi Sydney Harbour Bridge w 1932.
Przedsiębiorstwo zaczynało działalność jako zakład przemysłu stalowego produkujący elementy dla statków. Progresja doprowadziła do zaangażowania przedsiębiorstwa w konstrukcję mostów, zwłaszcza że Dorman Long przejął udziały koncernów Bell Brothers i Bolckow and  Vaughan w późnych latach dwudziestych. W roku 1990 przedsiębiorstwo połączyło się z The Cleveland Bridge & Engineering Company w Darlington. W dalszym ciągu jest zaangażowane w projektowanie i budowanie wielu rozmaitych typów struktur takich jak mosty, budynki, platformy wiertnicze, lotniska itp. Jednym z największych w ostatnim czasie kontraktów była budowa nowego stadionu Wembley w Londynie.